# Albert Schuchardt
Albert Schuchardt (* 5. Oktober 1855 in Speyer; † 3. Juli 1928 in Mindelheim) war ein bayerischer Generalleutnant.

## Leben
Schuchardt studierte an der Polytechnischen Schule München. 1876 wurde er Mitglied des Corps Vitruvia München. Nach dem Studium schlug er eine Offizierslaufbahn in der Bayerischen Armee ein.
Vom 1. April 1904 bis zum 20. Juli 1906 war er Kommandeur des 2. Jäger-Bataillons. Anschließend wurde Schuchardt unter Beförderung zum Oberst zum Kommandeur des 8. Infanterie-Regiment „Großherzog Friedrich II. von Baden“ in Metz ernannt. Nachdem er am 19. Februar 1909 von diesem Posten abgelöst worden war, erhielt er als Generalmajor das Kommando über die 5. Infanterie-Brigade in Zweibrücken. Am 23. November 1911 wurde Schuchardt mit der gesetzlichen Pension zur Disposition gestellt. In Würdigung seiner Leistungen verlieh ihm Prinzregent Luitpold den Stern zum Militärverdienstorden II. Klasse.
Zu Beginn des Ersten Weltkriegs wurde Schuchardt reaktiviert. Er war von 1915 bis zum Kriegsende Kommandeur der stellvertretenden 6. Infanterie-Brigade in Landau in der Pfalz. In dieser Stellung wurde er am 30. Dezember 1915 mit dem Eisernen Kreuz II. Klasse ausgezeichnet. Im Folgejahr erhielt Schuchardt noch den Charakter als Generalleutnant.